# Poroarticulina
Poroarticulina es un género de foraminífero bentónico de la subfamilia Tubinellinae, de la familia Hauerinidae, de la superfamilia Milioloidea, del suborden Miliolina y del orden Miliolida. Su especie tipo es Poroarticulina glabra. Su rango cronoestratigráfico abarca el Mioceno.

## Clasificación
Poroarticulina incluye a la siguiente especie:
- Poroarticulina glabra †